# حمام باروق
حمام باروق مربوط به سده‌های متأخر دوران‌های تاریخی پس از اسلام است و در شهرستان اردبیل، بخش مرکزی، دهستان سردابه، روستای باروق واقع شده و این اثر در تاریخ ۲۲ آبان ۱۳۸۶ با شمارهٔ ثبت ۲۰۱۴۵ به‌عنوان یکی از آثار ملی ایران به ثبت رسیده است.
حمام تاریخی روستای باروق معماری منحصربه‌فردی دارد طوری که صدای داخل حمام به بیرون انعکاس پیدا نمی‌کند ولی صدای بیرون درداخل حمام قابل شنیدن است. درفصل سرما قسمت رخکن، گرم ودرفصل گرما، معتدل می‌شود. روش تخلیه فاضلاب حمام مذکورازطریق یک کانال حدوداً دو اینچی خاکی از داخل روستا به بیرون هدایت وتازمان مورد استفاده نه مسدود شده ونه تخریب. این بنای تاریخی که تا اواخرسال ۱۳۸۸ مورد استفاده عموم مردم قرار می‌گرفته، دارای یک حوضچه که جهت مراحل استحمام مورد استفاده و خزینه دوار شکل داشته که زمان استفاده از آن بعد از نظافت بدن بوده‌است که آب حوضچه ازآب خزینه تأمین و آب خزینه از رودخانه بعدازمراحل تصفیه تأمین می‌شده، وروش گرم کردن آب بدین صورت بوده که دروسط خزینه یک حفره دایره شکلی بوده که دراصطلاح محلی به آن تیان می گفتندو زیرتیان آتشی روشن می کردنندوآب گرم می‌شد. درقسمت رخکن یک استخر کوچک داشته که همیشه پر از آب سرد بوده وکسانی از آن استفاده می‌کردند که اعتقاد داشتند پعد از استحمام با آب گرم، بدن نیاز یه آب سرد دارد که به حالت اول برگردد.